# 葉爾加瓦市鎮
葉爾加瓦市鎮是拉脫維亞的市镇，位於該國中部，行政中心为叶尔加瓦（为独立的国家级城市，不在本市镇的管辖范围之内）。市镇面積为1,604.1平方公里，人口数量为31,696人（2021年）。
葉爾加瓦市鎮设立于2009年。2021年7月1日，奧佐爾涅基市鎮合并至葉爾加瓦市鎮。合并后的葉爾加瓦市鎮与2009年之前的葉爾加瓦區范围一致。